# 泰特縣 (密西西比州)
泰特縣（英語：Tate County）是美國密西西比州西北部的一個縣。面積1,064平方公里。根据美國2000年人口普查，共有人口25,370人。縣治塞納托比亞（Senatobia）。
泰特縣成立於1873年4月15日。其縣名來源有兩種說法：一指在密西西比州西北部一個顯要家族，另一說則紀念州議員湯瑪斯·S·泰特 （Thomas Simpson Tate）。